# Mustapić
Mustapić (izvirno srbsko Мустапић) je naselje v Srbiji, ki upravno spada pod Občino Kučevo; slednja pa je del Braničevskega upravnega okraja.

## Demografija
V naselju živi 611 polnoletnih prebivalcev, pri čemer je njihova povprečna starost 46,0 let (44,6 pri moških in 47,3 pri ženskah). Naselje ima 256 gospodinjstev, pri čemer je povprečno število članov na gospodinjstvo 2,89.
To naselje je v glavnem vlaško (glede na popis iz leta 2002).
|  |

| Demografija | Demografija     | Demografija     |
| Leto        | Št. prebivalcev | Št. prebivalcev |
| ----------- | --------------- | --------------- |
|             |                 |                 |
|             |                 |                 |
|             |                 |                 |
|             |                 |                 |
| 1948        | 1569            |                 |
| 1953        | 1582            |                 |
| 1961        | 1590            |                 |
| 1971        | 1506            |                 |
| 1981        | 1476            |                 |
| 1991        | 1319            | 908             |
| 2002        | 1276            | 740             |
|             |                 |                 |

| Etnična sestava po popisu iz leta 2002 | Etnična sestava po popisu iz leta 2002 | Etnična sestava po popisu iz leta 2002 | Etnična sestava po popisu iz leta 2002 | Etnična sestava po popisu iz leta 2002 |
| -------------------------------------- | -------------------------------------- | -------------------------------------- | -------------------------------------- | -------------------------------------- |
| Vlahi                                  | Vlahi                                  |                                        | 512                                    | 69,18%                                 |
| Srbi                                   | Srbi                                   |                                        | 212                                    | 28,64%                                 |
| Romuni                                 | Romuni                                 |                                        | 8                                      | 1,08%                                  |
| Neznano                                | Neznano                                |                                        | 4                                      | 0,54%                                  |